# Jay Pritzker
Jay Arthur Pritzker (* 26. August 1922 in Chicago; † 23. Januar 1999 ebenda) war ein US-amerikanischer Unternehmer, Kunstsammler und Mäzen.

## Leben
Der Sohn von Abram Nicholas Pritzker und Fanny L. Doppelt wurde zum Rechtsanwalt ausgebildet, stieg aber bald ins Familienunternehmen Marmon Group ein, das er gründlich umstrukturierte, und betätigte sich zusammen mit seinen Brüdern Robert und Donald Pritzker in den verschiedensten Industriezweigen. 1957 gründete er die Hyatt-Hotelkette und von 1983 bis 1988 war er der Besitzer von Braniff Airlines. 

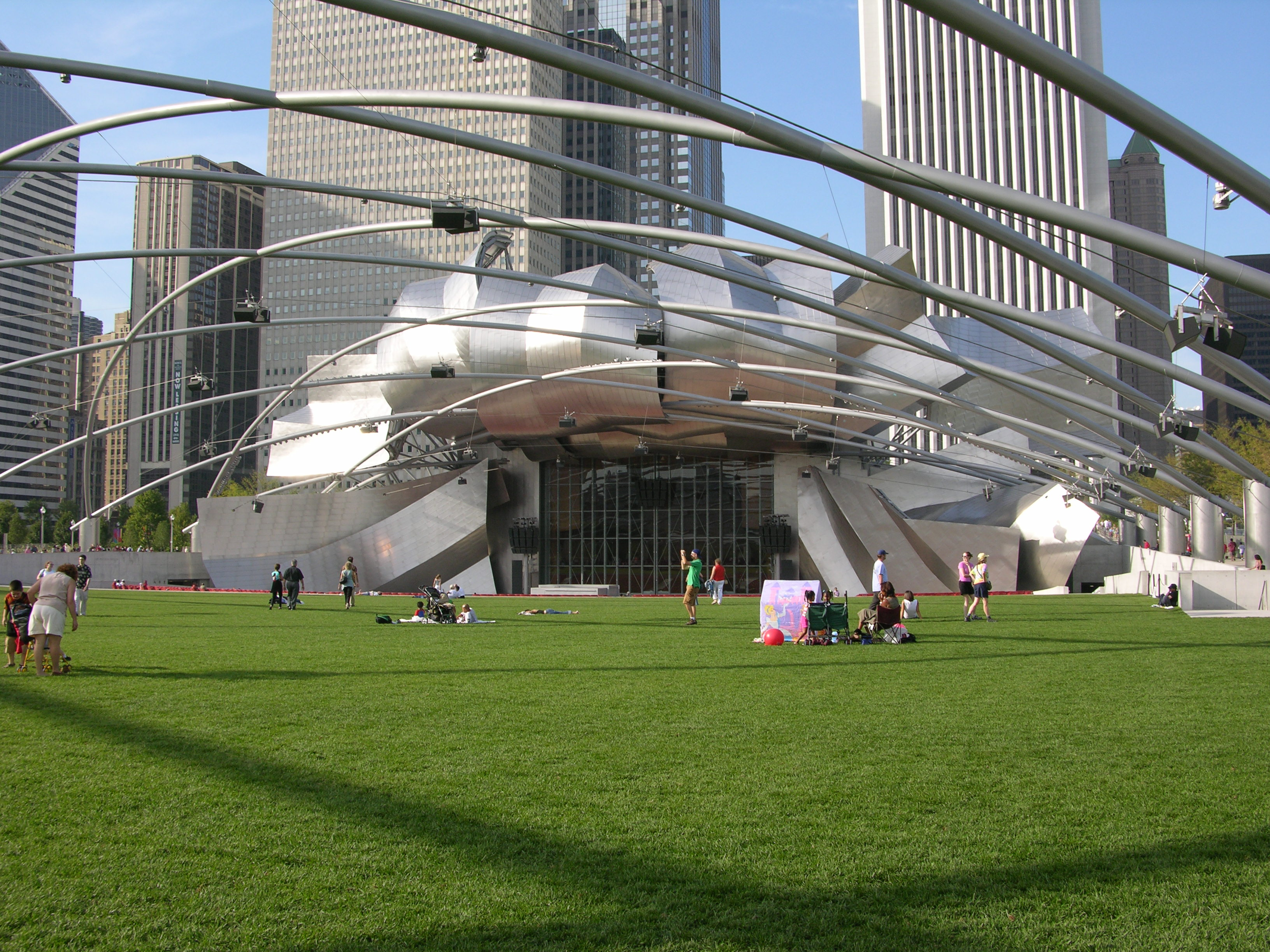
Der Jay-Pritzker-Pavillon

1979 rief er zusammen mit seiner Frau Cindy den mit 100.000 Dollar dotierten Pritzker-Architektur-Preis für Architekten ins Leben. 
Frank Gehry, der auch zu den Preisträgern gehörte, schuf im Jahr 2004 den Jay Pritzker Pavilion im Millennium Park in Chicago, in dem Freilichtkonzerte aufgeführt werden.
Pritzker war verheiratet und hatte fünf Kinder:
- Nancy Pritzker (1948–1972)
- Thomas Pritzker (* 1951)
- John Pritzker (* 1953)
- Daniel Pritzker (* 1959)
- Jean „Gigi“ Pritzker (* 1962)